# Johanneskirche (Hoyerswerda)

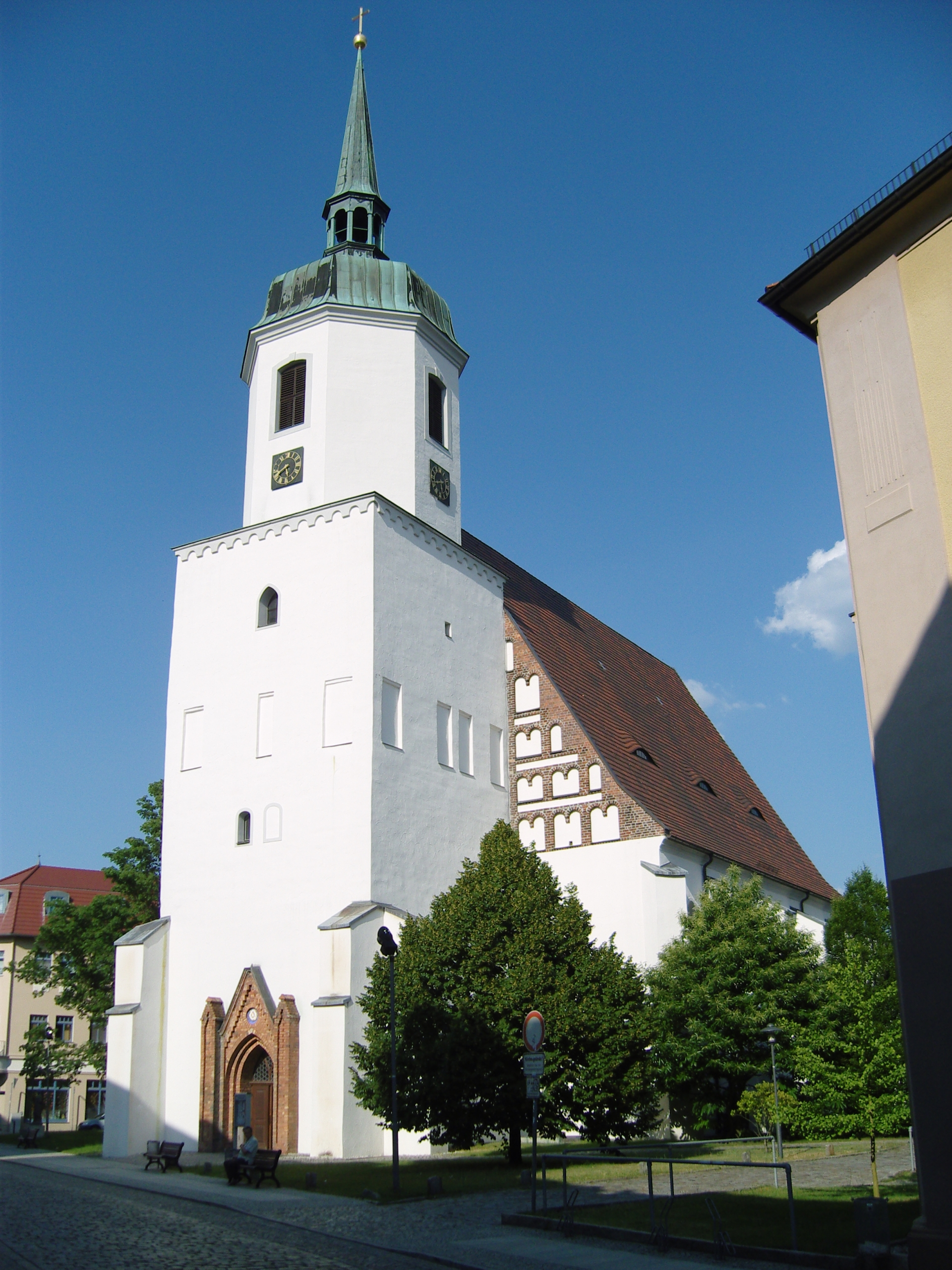
Johanneskirche in Hoyerswerda

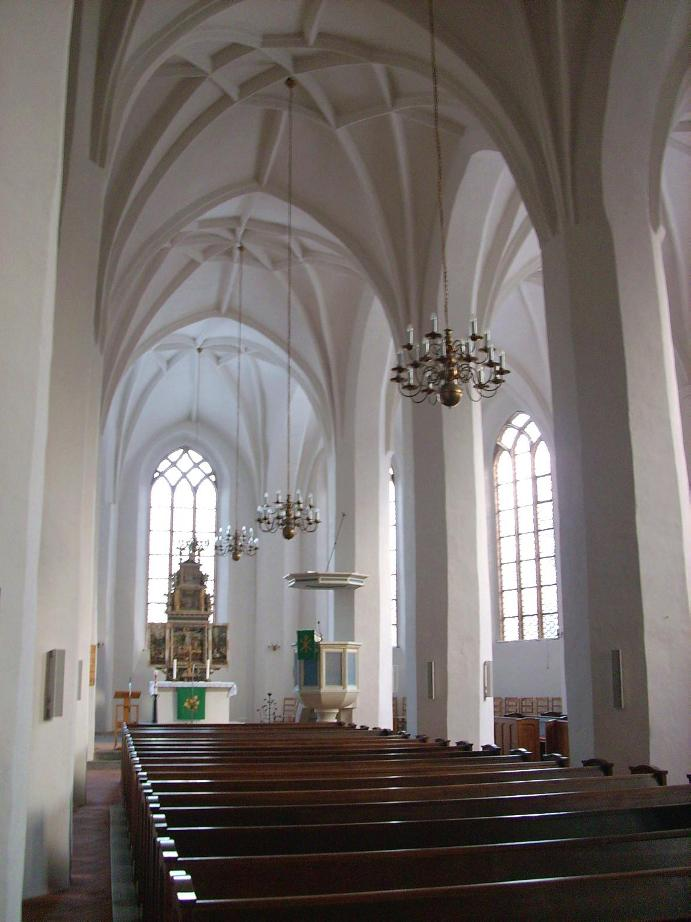
Innenansicht

Die Johanneskirche (auch Wendische Kirche; obersorbisch Janska cyrkej) ist eine evangelische Kirche im Zentrum der Altstadt von Hoyerswerda und gilt als eines der ältesten Gebäude der Stadt.
Der Name Wendische Kirche bezieht sich auf den Umstand, dass hier im Unterschied zur benachbarten ehemaligen Deutschen Kirche auf Sorbisch gepredigt wurde.

## Geschichte
Der spätgotische dreischiffige Hallenbau mit reduziertem Umgangschor wurde im Jahr 1225 erstmals erwähnt. Der Turm ist wahrscheinlich im 16. Jahrhundert dazugekommen, da eine früher im Turm befindliche Glocke die Jahreszahl 1526 trug. Bis 1540 führte eine Osterreiterprozession an die Stadtkirche.
Ursprünglich stand vor der Kirche eine kleine deutsche Kirche aus dem 17. Jahrhundert, die aber 1850 abgerissen werden musste.
Am 19. April 1945 wurde der Turm, welcher der Wehrmacht als Aussichtspunkt diente, von einer Granate der bei Künicht und Bergen stehenden Roten Armee getroffen. Teile des Kirchturms fielen nach dem Treffer in das Kirchenschiff und die Kirche brannte bis auf die Grundmauern aus. Die dadurch entstandenen Bruchstellen am Kirchenschiff kann man heute beim Besichtigen der Kirche noch immer genau nachvollziehen. Im Jahr 1951 begann die Sanierung. Ab dem 6. Oktober 1957 wurde sie wieder in Dienst genommen. Sie erhielt den Namen „Johanneskirche“, da am Tag Johannes des Täufers des Jahres 1540 in der damaligen Stadtkirche der erste evangelische Gottesdienst durch den ehemaligen Mönch Basilius Laurentius gehalten und somit die Standesherrschaft Hoyerswerda evangelisch wurde.
Der Kirchturm wurde 1984/85 nach barockem Vorbild wieder aufgebaut.

## Architektur

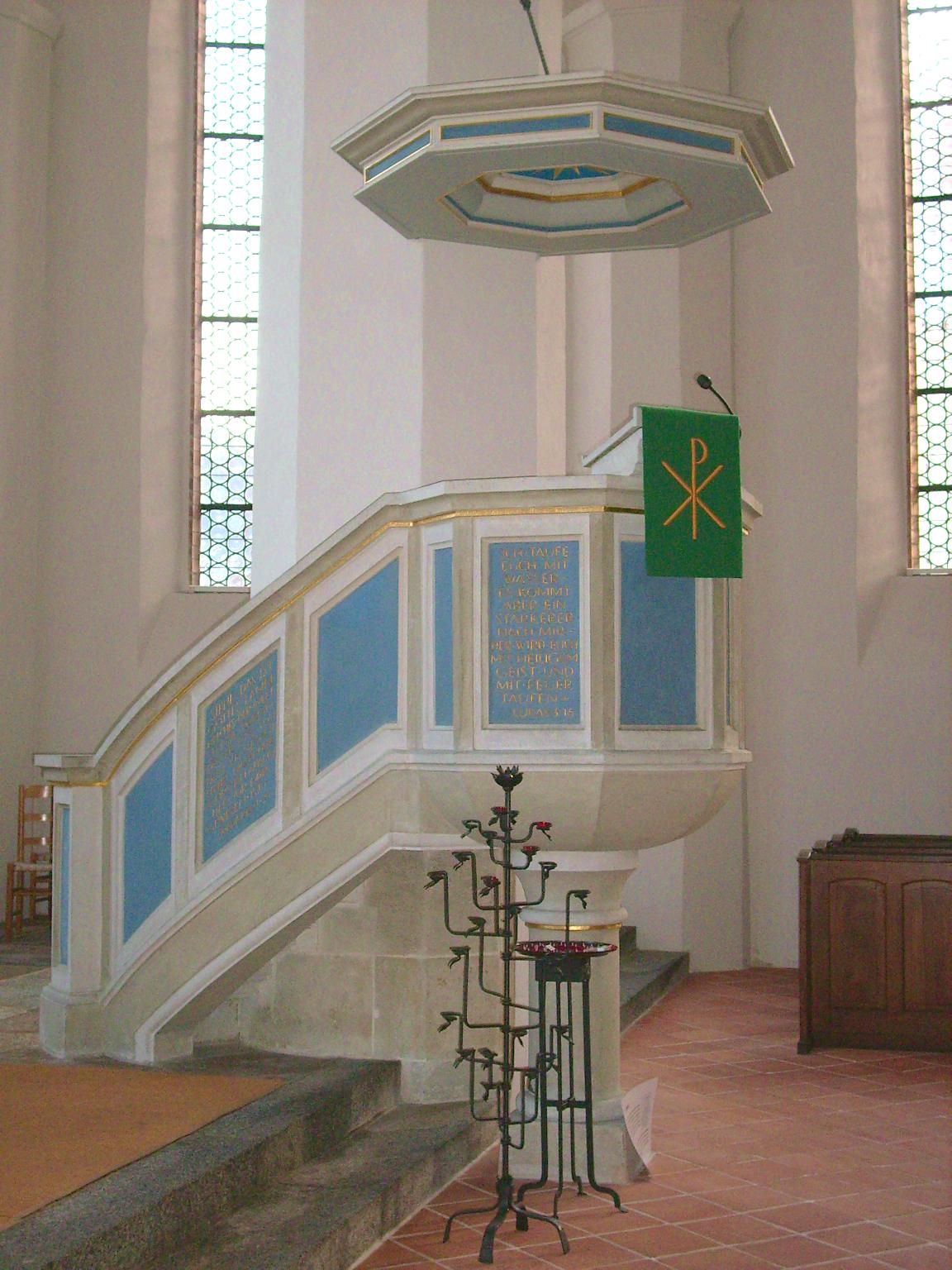
Kanzel

Der Baukörper ist als Putzbau mit halbrundem Chorschluss, abgestuften Strebepfeilern und Maßwerkfenstern ausgeführt. Der eingezogene Westturm auf quadratischem Grundriss trägt ein achtseitiges Glockengeschoss und war bis 1851 mit einer welschen Haube und Zwiebelturm bekrönt. Danach erhielt der Turm ein hohes, spitzes Zeltdach und kleine Spitzgiebel im Stil der Neugotik, diese nachträgliche Änderung wurde 1945 zerstört und der Turm wurde in den 1980er-Jahren im barocken Erscheinungsbild wieder aufgebaut. Er hat eine Höhe von 55 m.
Das Satteldach wird durch acht Säulen im Hallenbau gestützt, von welchen eine auch die Kanzel trägt.
Die Sakristei befindet sich links vom Altar und ist ein kleiner gedrängter Raum.

## Glocken
Im Glockengeschoss des Turms befindet sich ein Vierergeläut aus Eisenhartguss.
| Nr. | Gussjahr | Gießer, Gussort                | Schlagton |
| --- | -------- | ------------------------------ | --------- |
| 1   | 1957     | Schilling & Lattermann, Apolda | e1        |
| 2   | 1966     | Schilling & Lattermann, Apolda | g1        |
| 3   | 1957     | Schilling & Lattermann, Apolda | a1        |
| 4   | 1957     | Schilling & Lattermann, Apolda | h1        |

Eine 1812 für die Kirche gegossene Bronzeglocke bekam 1966 einen Sprung und wurde durch eine tongleiche Eisenhartgussglocke von Schilling & Lattermann ersetzt. Die defekte Glocke kam zunächst in diese Gießerei und gelangte später von dort auf bisher ungeklärte Weise nach Magdeburg, wo sie bis Februar 2025 als eine von sechs Glocken auf dem Johanniskirchhof in Magdeburg aufgestellt war und sich jetzt an einem vor Vandalismus geschützten Ort in Magdeburg befindet. Die Johannisgemeinde strebt die Rückführung der Glocke nach Hoyerswerda an.

## Orgel

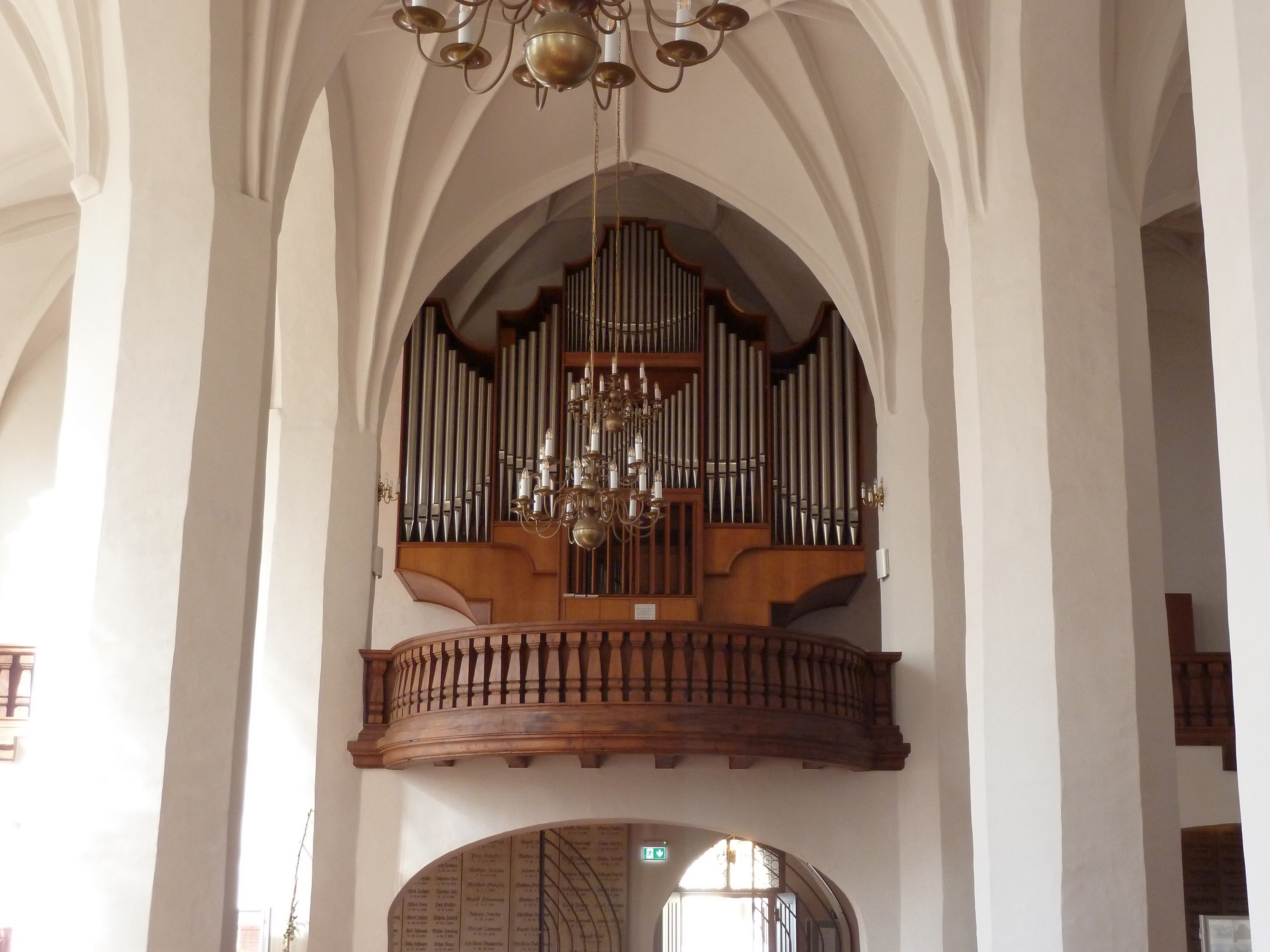
Eule-Orgel

Die Orgel wurde von Hermann Eule Orgelbau Bautzen gebaut und im Advent 1967 eingeweiht. Sie verfügt auf drei Manualen und Pedal über 26 Register und ist mit mechanischen Schleifladen ausgestattet. Das Werk gilt als „Denkmalorgel“. 1992 und 2009 erfolgten größere Instandsetzungen.
2025 sind konkrete Pläne für eine Instandsetzung des teils reparaturbedürftigen Orgelwerks sowie eine Erweiterung bekanntgegeben worden: So soll auf der linken Seitenempore ein mit einer elektrischen Traktur angesteuertes Schwellwerk aufgestellt werden. Für dieses wird der Spieltisch um ein IV. Manual erweitert. Auf die rechte Seitenempore kommen zwei zusätzliche 16´-Pedalregister (Violon aus Holz sowie Bombarde mit Holzbechern), um ein kräftiges Baßfundament zu ermöglichen. Dieses Zusatz-Pedalwerk wird ebenfalls elektrisch angesteuert. Schließlich soll an der Brüstung der Mittelempore ein Rückpositiv angebracht werden. Dieses wird sich mit seiner Nähe zur Gemeinde besonders zur Begleitung des Gemeindegesanges eignen.
Disposition
| I. Hauptwerk C–g3 Quintade 16′ Prinzipal 8′ Gemshorn 8′ Oktave 4′ Waldflöte 2′ Sifflöte 1 1/3′ Mixtur 4fach Rohrschalmey 8′ KW - HW SW - HW | II. Kronwerk C–g3 Gedackt Pommer 8′ Prinzipal 4′ Blockflöte 2′ Sesquialter 2fach Tonus fabri 2fach Krummhorn 8′ Tremulant | III. Schwellwerk C–g3 Koppelflöte 8′ Rohrflöte 4′ Nasard 2 2/3′ Oktave 2′ Glöcklein 1′ klingend Zimbel 3fach Tremulant Schwelltritt | Pedal C–f1 Subbaß 16′ Metallflöte 8′ Oktave 4′ Choral Mixtur 3fach Kornett 3fach Lieblich Posaune 16′ HW - Pedal KW - Pedal SW - Pedal |